# Rodrigo Senattore
Rodrigo Senattore (Artigas, Uruguay, 28 de febrero de 1994) es un tenista profesional uruguayo.

## Carrera
Su ranking más alto a nivel individual, fue el puesto N.º 984, alcanzado el 24 de noviembre de 2014. A nivel de dobles alcanzó el puesto N.º 710 el 15 de diciembre de 2014.
Copa Depor
Perdió vs María Teresa
2-6 4-6 5-6 

### Copa Davis
Desde el año 2013 es participante del Equipo de Copa Davis de Uruguay. Tiene en esta competición un récord total de partidos ganados/perdidos de 1/2 (1/2 en individuales y 0/0 en dobles).

### 2013
En abril del año 2013, y debido a las bajas de Pablo Cuevas y su hermano Martín Cuevas, debutó como integrante del Equipo de Copa Davis de Uruguay, se enfrentó ante el colombiano Alejandro Falla perdiendo por 0-6, 1-6 por las semifinales del Grupo 1 de la zona americana.
Participó este año principalmente en torneos futures, y hasta el momento no logró títulos.
En el mes de octubre recibió una invitación (Wild Card) por parte de la organización del Uruguay Open, torneo de categoría challenger. Cayó derrotado en primera ronda, ante el séptimo candidato del torneo, Martín Alund. El argentino número 135 del mundo lo superó por un doble 6-1. También recibió invitación para el cuadro de dobles, haciendo pareja junto a su compatriota Santiago Maresca cayeron derrotados ante los brasileños Rogério Dutra da Silva y André Ghem en primera ronda.

### 2014
A finales de enero fue convocado nuevamente para representar al Uruguay en la Copa Davis. Enfrentó en calidad de visitante al Equipo de Copa Davis de República Dominicana con mala fortuna, cayendo derrotado en su partido disputado ante José Olivares por 5-7, 6-1, 7-5.
En el mes de septiembre, Rodrigo ganó por primera vez un partido en Copa Davis. En los play off por la permanencia en el grupo I de la zona americana, el Equipo de Copa Davis de Uruguay se enfrentó al Equipo de Copa Davis de Venezuela en condición de visitante, en la ciudad de Caracas. Senattore se impuso 4-6, 7-5 y 6-3 a Jesús Brandes, el número uno de los locales para poner la serie 4-1 a favor de Uruguay. "Estoy muy feliz. Ya había tenido chances antes de jugar pero no había podido ganar" declaró en rueda de prensa.
"Pude controlar mis nervios y cuando estaba 5-3 en el tercer set no me dejé ganar por la ansiedad. Así que fui a sacar para cerrar el partido"

## Títulos; 0 (0 + 0)
| Leyenda                      | Individuales | Dobles |
| ---------------------------- | ------------ | ------ |
| Grand Slam                   | 0            | 0      |
| ATP World Tour Finals        | 0            | 0      |
| ATP World Tour Másteres 1000 | 0            | 0      |
| ATP World Tour 500 Series    | 0            | 0      |
| ATP World Tour 250 Series    | 0            | 0      |
| ATP Challenger Series        | 0            | 0      |
| Futures                      | 0            | 0      |